# چارلتون توماس لوئیس
چارلتون توماس لوئیس (به انگلیسی: Charlton Thomas Lewis) (۲۵ فوریه ۱۸۳۴–۲۶ مه ۱۹۰۴) یک وکیل و نویسنده و فرهنگ‌نویس آمریکایی بود که بیشتر شهرتش به‌سبب تألیف و گردآوری چند فرهنگ‌لغت لاتین-انگلیسی (خصوصاً فرهنگ لاتین لوئیس و شرت) است.

## زندگی
او در وست چستر، پنسیلوانیا متولد شد و پدرش یوزف و مادرش مری لوئیس نام داشتند. وی در ۱۸۵۳ از دانشگاه ییل فارغ‌التحصیل شد. او که بر آن بود به وزارت کلیسای متدیست اپیسکوپال برسد، پس از مطالعات بیشتر بین سال‌های ۵۷–۱۸۵۶ در مقام پروفسور دانشگاه ایالتی بلومینگتون، ایلینوی خدمت کرد و از ۱۸۵۸ تا ۱۸۶۱ پروفسور زبان یونانی در دانشگاه تروی نیویورک (وابسته‌به کلیسای متدیست) بود.
در ۶۴–۱۸۶۳ او به سمت United States deputy commissioner برگزیده شد. در ۱۸۶۵ به‌عنوان وکیل در نیویورک آغاز به کار کرد. برای یکسال در ۷۱–۱۸۷۰ سرویراستار روزنامهٔ نیویورکی نیویورک پست بود. در ۱۸۷۱ باز به وکالت اشتغال ورزید و در حقوق بیمه تخصص یافت و سال‌ها برای یک شرکت بیمه‌ای بزرگ در نیویورک به‌عنوان مشاور حقوقی خدمت کرد. در طول ۹۹–۱۸۹۸ مدرس بیمه در دانشگاه‌های هاروارد و کلمبیا و کرنل بود.

### ازدواج
او در ۱۸۶۱ با نانسی د. مک‌کین و در ۱۸۸۵ با مارگارت پ. شرارد ازدواج کرد.

### مرگ
او براثر ابتلا به مننژیت در موریس‌تاون، نیوجرسی درگذشت.

## آثار
- تاریخ آلمان، از ادوار بسیار کهن (۱۸۷۰)[یادداشت ۷]
- فرهنگ لاتین لوئیس و شرت، با همکاری چارلز شرت[یادداشت ۸] (منتشر شده در سال ۱۸۷۹ که از آن با نام فرهنگ لاتین هارپر[یادداشت ۹] نیز یاد می‌کنند)
- فرهنگ لغت لاتین برای مدارس[یادداشت ۱۰] (۱۸۸۹)
- فرهنگ لغت مبتدی لاتین[یادداشت ۱۱] (۱۸۹۰)